# Kim McAuliffe

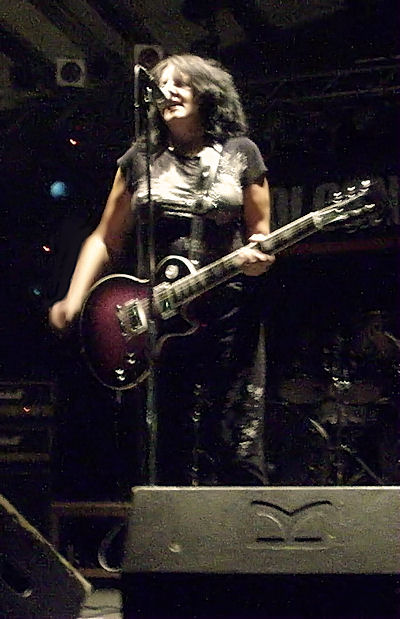
Kim McAuliffe in 2010

Kim McAuliffe is de ritmegitarist van de metalband Girlschool. In 1977 richtte ze samen met een jeugdvriendin Enid Williams de band Painted Lady op. In 1978 werd de naam veranderd in Girlschool. Kim is het enige lid dat de band nooit heeft verlaten.